# Scienza

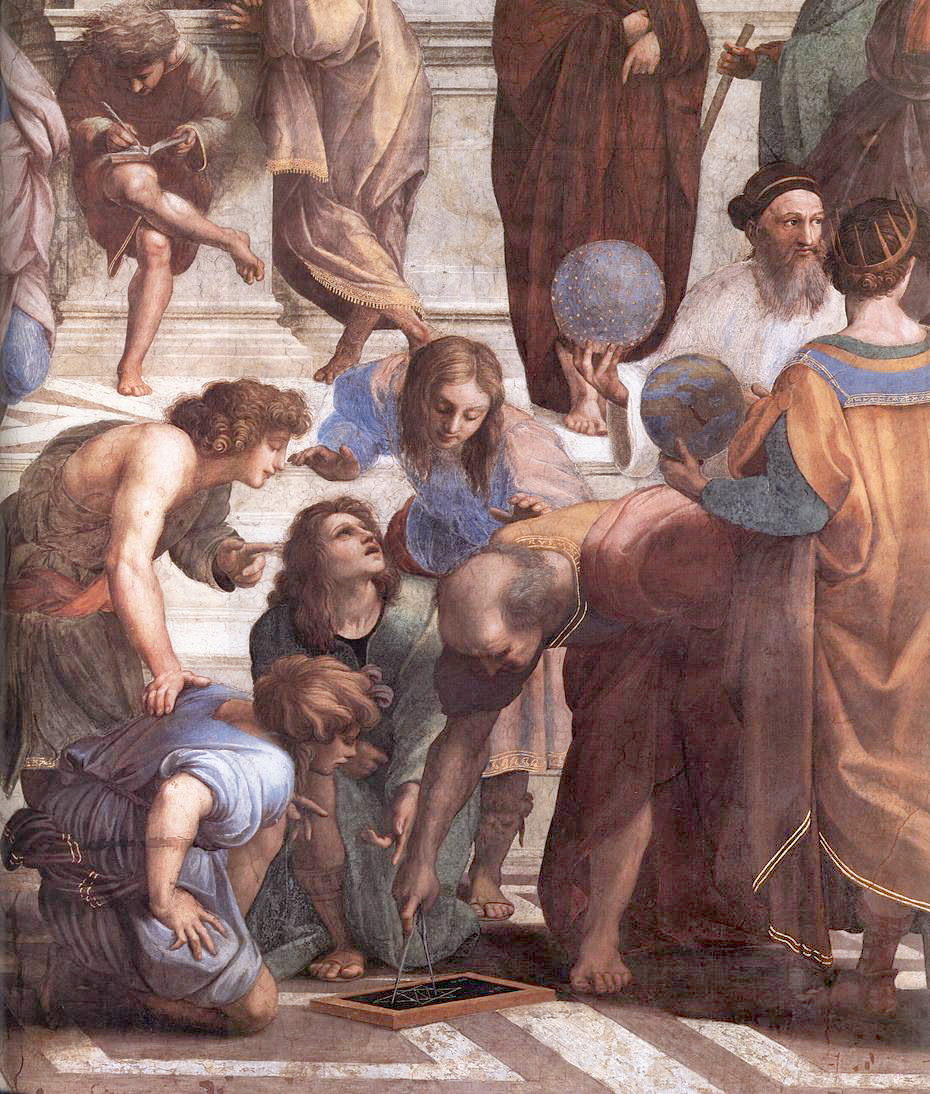
Gruppo di matematici e astronomi nella Scuola di Atene di Raffaello

La scienza è un sistema di conoscenze ottenute attraverso un'attività di ricerca, prevalentemente organizzata con procedimenti metodici e rigorosi, coniugando la sperimentazione con ragionamenti e esperimenti logici condotti a partire da un insieme di assiomi, tipici delle discipline formali. Uno dei primi esempi del loro utilizzo si può incontrare negli Elementi di Euclide, mentre il metodo sperimentale, tipico della scienza moderna, venne introdotto da Galileo Galilei, e prevede di controllare continuamente che le osservazioni sperimentali siano coerenti con le ipotesi e i ragionamenti svolti.
Il suo obiettivo è di pervenire a una descrizione verosimile, con carattere predittivo, della realtà e delle leggi che regolano l'apparenza dei fenomeni.
Le discipline scientifiche possono essere suddivise in due categorie:
- le scienze empiriche, che sono suddivise in scienze naturali (fisica, chimica, biologia, geologia, astronomia) e scienze sociali (filosofia, sociologia, antropologia, storia, scienze politiche, economia, geopolitica, psicologia, pedagogia ecc.), studiano la natura a partire da osservazioni empiriche;
- le scienze applicate,[5][6] tra cui ad esempio ingegneria e medicina, si servono dei risultati delle prime due per fare progredire la tecnologia e l'industria sviluppando nuovi prodotti e servizi.[7]

Si tratta comunque di categorie strettamente interconnesse, fortemente relazionate alle discipline formali, di cui fa parte anche la matematica le quali costruiscono teorie astratte.
L'insegnamento della scienza e la ricerca scientifica vengono praticati prevalentemente nelle università, negli istituti di ricerca e nelle imprese. Vengono detti scienziati tutti coloro che si dedicano alla ricerca di nuove conoscenze utilizzando metodi scientifici.
La scienza moderna si sviluppa in modo particolare a partire dalla rivoluzione scientifica del XVI secolo con l'accumulo di conoscenze nei più svariati ambiti del sapere. La storia della scienza ne descrive lo sviluppo nel tempo.

## Origine e significato del termine

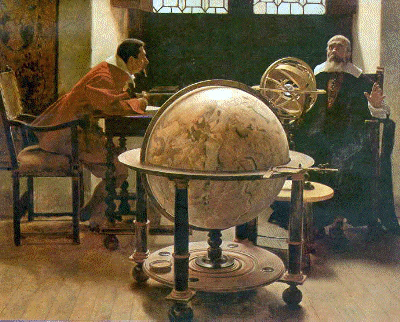
Galileo Galilei e Vincenzo Viviani (dipinto di Tito Lessi)

La parola "scienza" deriva dal latino scientia, che significa conoscenza. Questa parola (e la sua origine latina) aveva lo stesso tipo di significato dato alla filosofia, nel senso più ampio del termine, ovvero qualsiasi sistematica o esatta formulazione della conoscenza. Sebbene la filosofia, non essendo possesso integrale della verità, non era ritenuta una scienza "totale".
La definizione di scienza non si limitava alle cosiddette "scienze naturali", ma comprendeva anche, ad esempio, quelle chiamate "scienze morali"; questi due indirizzi si riflettevano nella distinzione tra "filosofia naturale" e "filosofia morale".
Nell'antica Grecia il termine corrispondente a quello odierno di «scienza» era episteme, che indicava un sapere stabilito su fondamenta certe, al di sopra di ogni possibilità di dubbio, al quale era conferito un valore sacro, che consentiva di acquisire la saggezza e la sapienza.
A partire dall'illuminismo e dal positivismo, la scienza ha perso il suo carattere sacro, passando a indicare, nel senso stretto del termine, tutte quelle discipline che chiamiamo "scienze naturali" e che dovrebbero portare ad acquisizioni concettuali che risultano essere determinabili e direttamente verificabili per mezzo di appositi esperimenti empirici. Nel Novecento, con la cosiddetta «crisi dei fondamenti» e l'introduzione del paradigma falsificazionista di Karl Popper, la scienza ha rinunciato infine anche ad affermare l'assoluta verità delle proprie affermazioni, approdando alla congetturalità del (non) sapere.

## Storia
L'interesse dell'uomo verso la comprensione dei fenomeni naturali nel mondo fisico va di pari passo con la storia stessa dell'uomo essendo infatti esistito sin dai tempi remoti preistorici con le scoperte primitive e sviluppatosi via via nel corso dei secoli a partire dalle civiltà del mondo antico (Greca, Romana, Egizia, Mesopotamica, ecc.) con la cosiddetta filosofia naturale. Riflessioni sulla storia, sul senso, sulla validità e sulla portata delle conoscenze scientifiche sono espresse all'interno della filosofia della scienza.

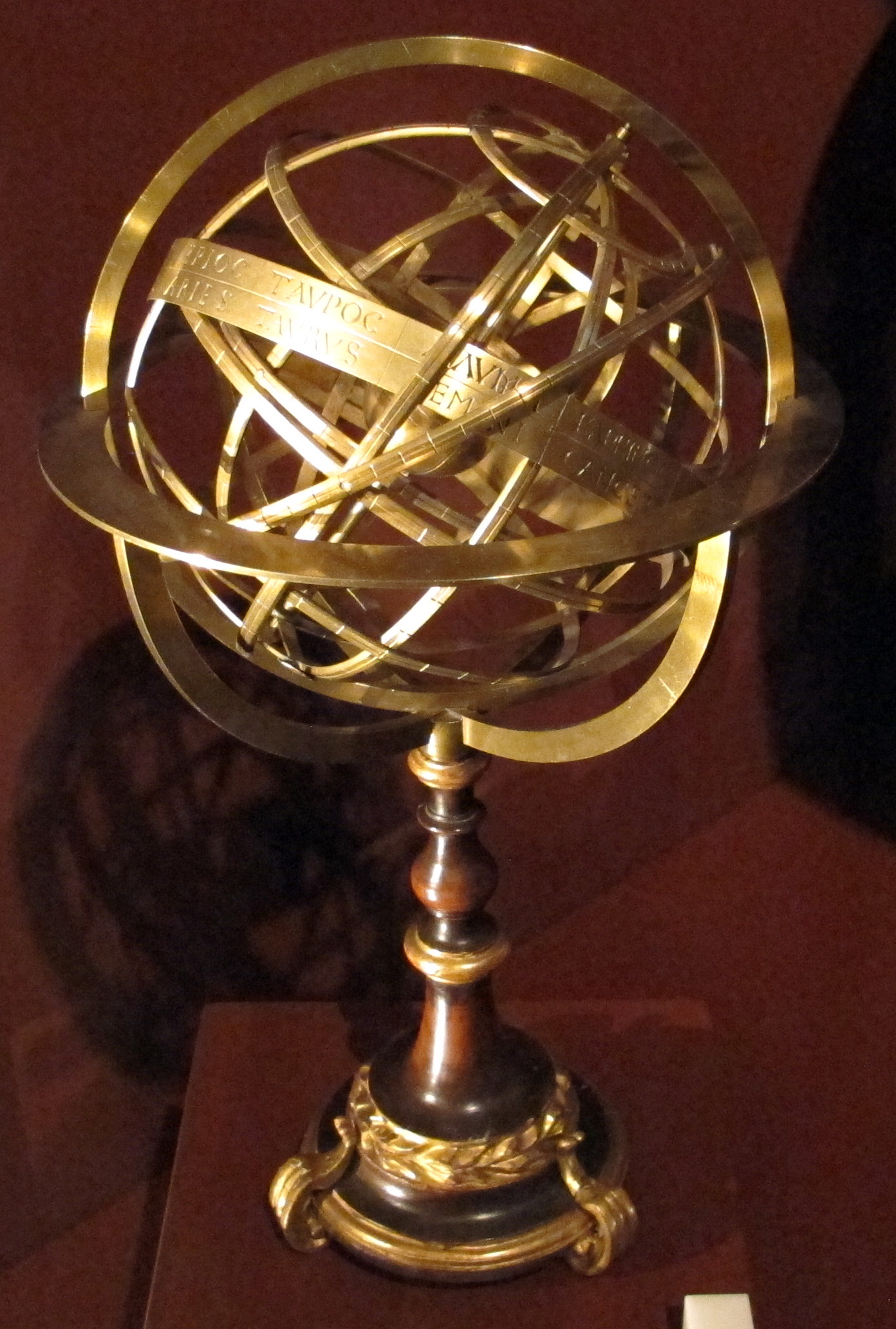
Una sfera armillare al Museo Galileo di Firenze

Platone sostenne che la scienza fosse più valida delle rette opinioni perché legava queste ultime con ragionamenti causali, cioè governati dal principio di causa-effetto. Aristotele elaborò una teoria più articolata secondo cui la scienza è conoscenza dimostrativa, in quanto va alla ricerca delle quattro cause di un oggetto, le quali fanno in modo che un oggetto non possa essere diverso da come è. Egli classificò le scienze in:
- teoretiche,[17] che studiano tutto quanto esiste necessariamente, mirando alla pura conoscenza, e comprendono la metafisica, la fisica e la matematica;[18]
- pratiche,[19] che vertono sul "possibile", ossia ciò che può essere, mirando a orientare l'agire, e comprendono l'etica e la politica;
- poietiche,[20] che si occupano del creare artistico, mirando al produrre, e comprendono la poetica e la technè.

Sempre in ambito greco, anche secondo gli stoici la scienza era la comprensione sicura, certa, immutabile, basata sulla ragione.
Ulteriori riflessioni filosofiche sul metodo più consono da utilizzare e in generale sulla conoscenza empirica si hanno in tutto il Medioevo, sia in Occidente sia in Oriente, trovando sbocco nel Rinascimento prima e poi definitivamente nel Seicento con la rivoluzione scientifica e la formulazione ufficiale del metodo scientifico da parte di Galileo Galilei, che pose le "dimostrazioni necessarie" sullo stesso piano delle "sensate esperienze". L'ideale geometrico della scienza dominò poi il pensiero di Cartesio e Isaac Newton stabilì il concetto descrittivo della scienza contrapponendo il "metodo dell'analisi" al "metodo della sintesi". L'empirismo esalterà poi il valore assoluto delle conoscenze empiriche aprendo la strada verso la scienza moderna attraverso gli effetti socio-economici delle rivoluzioni industriali e il pensiero positivista.
Claude Bernard enunciò che la semplice constatazione dei fatti non poteva mai costituire da sola una scienza; per istruirsi bisognava ragionare sulle osservazioni, paragonare i fatti e giudicarli con altri fatti aventi la funzione di controllo. Uno degli ultimi paradigmi è quello dello stabilimento di leggi scientifiche, comprendendo la natura delle leggi e il modo di stabilirle.

## Descrizione

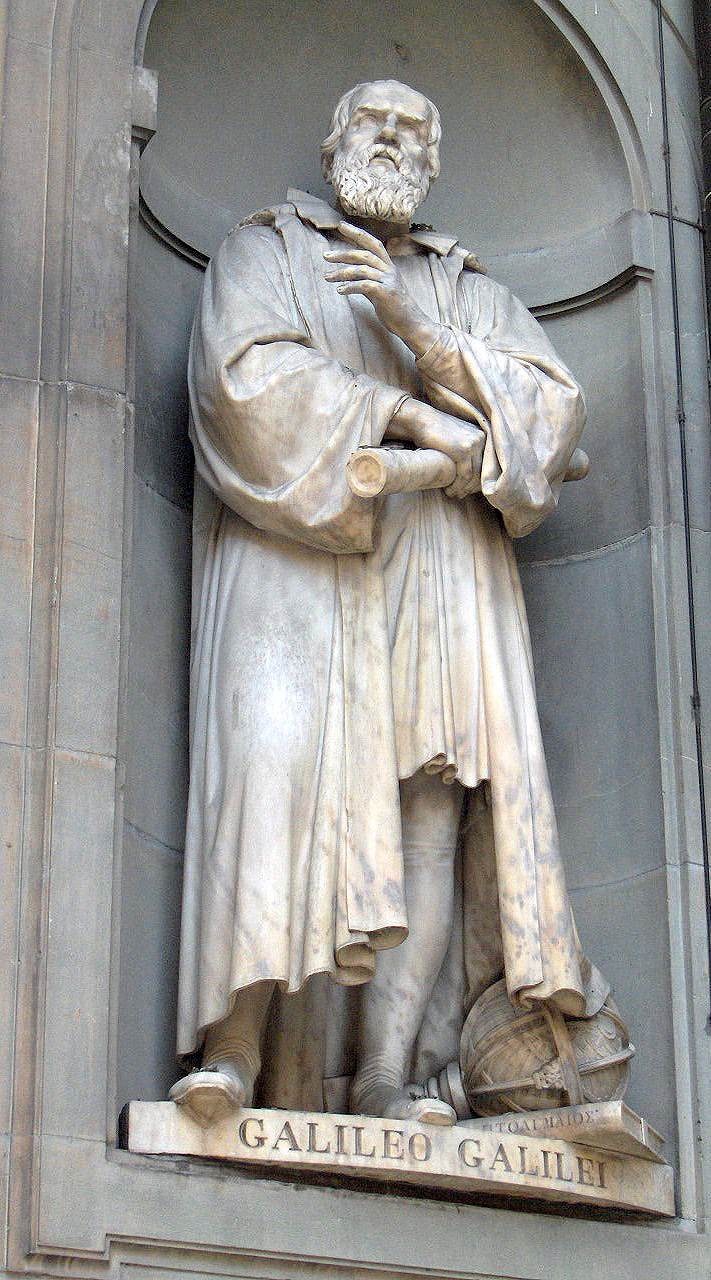
Galileo Galilei, ispiratore del metodo scientifico o metodo sperimentale

Le regole che governano il procedimento di acquisizione di conoscenze empiriche sono generalmente conosciute come metodo scientifico. Gli elementi chiave del metodo scientifico sono l'osservazione sperimentale di un evento naturale, la formulazione di un'ipotesi generale sotto cui questo evento si verifichi e la possibilità di controllo dell'ipotesi mediante osservazioni successive, dirette in natura o attraverso la riproducibilità tramite esperimenti in laboratorio.
Secondo l'approccio induttivista, uno degli elementi essenziali affinché un complesso di conoscenze possa essere ritenuto "scientifico", come noto nell'ambito dell'epistemologia e della filosofia della scienza, è la sua possibilità di essere verificabile sulla base di determinati casi empirici che ne comprovino la validità. A questo tipo di approccio si è venuto nettamente a contrapporre quello deduttivo-falsificazionista, formulato da Karl Popper, per il quale invece nessuna verifica empirica, per quanto ripetuta più volte, potrà mai comprovare la validità di una teoria conoscitiva: questa potrà essere al massimo «corroborata» dall'esperienza, ma mai verificata, neppure nel senso di una maggiore o minore "probabilità".
(Karl Popper, Logica della scoperta scientifica, 1959)
La scienza inoltre si propone spesso di pervenire a una conoscenza sia "qualitativa" sia "quantitativa" dei fenomeni osservati, sebbene la ricerca delle «qualità» o delle «essenze» della realtà, che era un tratto tipico della scienza platonico-aristotelica, sia stata soppiantata nel Seicento dalla visione galileiana esclusivamente quantitativa e matematica della scienza, il cui unico obiettivo diventa quello di estrapolare teorie interpretative dei fenomeni con capacità "predittive".
Questo processo consentirebbe il raggiungimento di un corpo di conoscenze in grado di prevedere conseguenze oggettive dalle proprie teorie, sottoponibili a controlli in modo indipendente da parte di persone diverse.

### Obiettivi
Lo scopo ultimo della scienza è la comprensione e la modellizzazione della natura al fine di potere prevedere lo sviluppo di uno o più fenomeni. Ogni teoria scientifica sviluppa un modello che permette la rappresentazione matematica o, più in generale, razionale del fenomeno, al fine di potere fare delle previsioni. Esistono inoltre casi in cui lo sviluppo di un modello in un certo ramo della scienza può facilitare lo sviluppo di altri modelli in altri rami della scienza senza che questi siano necessariamente legati.
Nonostante le aspettative che da sempre gli uomini ripongono nella scienza, compresi gli atteggiamenti più degenerati dovuti allo scientismo, il suo obiettivo non sarebbe più, come un tempo, dare una risposta a qualsiasi domanda dell'uomo, né una soluzione a qualsiasi suo problema, ma solo a quelli pertinenti alle leggi che regolano le manifestazioni della realtà fisica, divenendo per certuni persino estranea a qualsiasi problematica di tipo metafisico, mentre altri, come Imre Lakatos, proprio su questo punto abbiano sostenuto l'importanza dell'indagine metafisica nella scienza, che a loro dire è costituita da veri e propri "programmi di ricerca" non falsificabili di per sé, e perciò metafisici. Per lo stesso Popper, inoltre, la metafisica è perfettamente dotata di senso, significato, e funge da stimolo al progresso scientifico, fornendo quegli «ideali regolativi» che lo guidano kantianamente. La scienza infatti non è mai neutra ma sempre intrisa di teorie metafisiche, che dirigono la scelta di quali siano gli interrogativi ai quali la scienza debba rispondere.
Da questo punto di vista, la scienza non è in grado di dimostrare, né produrre, verità assolute, ma semmai di indicare gli errori e di scartare le falsità, tramite il controllo costante e coerente delle ipotesi sui diversi aspetti del mondo fisico. Questo è il criterio per distinguere lo spirito critico dallo scientismo dogmatico.
(Karl Popper, Simposio, cit. da Il futuro è aperto: il colloquio di Altenberg insieme con i testi del simposio viennese su Popper, pp. 72-73, Rusconi Editore, Milano 1989)
Quando una teoria, inoltre, tende a rivedere le proprie asserzioni alla luce di nuovi dati e osservazioni, vuol dire che ha perso potere predittivo ed è divenuta regressiva, perché invece di anticipare l'esperienza la segue passivamente. Per questo Imre Lakatos ha sostenuto che un programma di ricerca scientifico viene abbandonato non quando è contraddetto da un evento, ma quando viene sostituito da una nuova teoria in grado di spiegarlo meglio.
Ultimamente, il carattere predittivo della scienza è stato contestato da chi, osservando per esempio lo sviluppo della meccanica quantistica agli inizi del XX secolo, ha rilevato che l'osservazione non è indipendente dagli eventi, e la scoperta della dualismo onda-particella ha modificato l'idea tradizionale sulla natura della luce e della materia.

### Modelli scientifici, teorie e leggi

Immagine stilizzata di un atomo

Nel linguaggio tecnico-scientifico contemporaneo termini come "ipotesi", "modello", "teoria scientifica" e "legge" hanno un preciso significato:
- un'ipotesi è un assunto non ancora supportato da verifiche sperimentali.
- un modello è un'astrazione utile a fare delle previsioni sull'occorrenza di un fenomeno, che possono essere verificate mediante esperimenti e osservazioni.
- una teoria, diversamente dall'accezione comune di "ipotesi non verificata", è la spiegazione di un fenomeno che ha basi sperimentali così solide da poter essere assimilata a un "fatto",[34] come ad esempio la teoria atomica e la teoria dell'evoluzione (sebbene oggi in ambito professionale si tenda a chiamarla Nuova Sintesi). Ciononostante vi sono eccezioni: nel caso della teoria delle stringhe, che corrisponde a un modello fisico estremamente utile, ci si trova di fronte a una teoria non ancora sostenuta da tali evidenze da poter essere ritenuta superiore ad analoghi modelli in competizione.
- una legge è una generalizzazione che ha valore assoluto nel suo ambito di applicazione.

Le teorie che nel tempo superano diverse verifiche sono considerate "dimostrate" in senso scientifico, ossia sono considerate modelli verosimili della realtà. Tali teorie possono comunque essere smentite ("falsificate" in gergo scientifico) in qualsiasi momento da un'osservazione in contrasto con esse, comprese quelle fino ad allora universalmente accettate e sostenute da molte osservazioni e dati sperimentali.

La dimostrazioni sperimentali riguardanti le teorie sociali o della medicina sono tra le più problematiche in quanto le più difficili da replicare, per via della natura stessa della disciplina in esame.
Le teorie scientifiche sono sempre aperte a revisioni, nel caso che nuove evidenze contraddicano le loro previsioni. La scienza non dovrebbe pretendere di avere la conoscenza assoluta e definitiva di tutti i fenomeni, dato che i fondamenti di una teoria possono essere inficiati, se dati e osservazioni nuovi contraddicono quelli precedenti (falsificabilità di Popper).
La legge di gravitazione di Newton è un buon esempio di come la scienza evolva tramite quella che Popper definisce la "falsificazione" di una teoria. In condizioni di alta velocità e in presenza di forti campi gravitazionali la teoria newtoniana non riesce a descrivere correttamente i fenomeni osservati, nonostante che al di fuori di tali condizioni riesca a fornire previsioni valide. È quindi stato necessario introdurre il concetto di relatività e sviluppare una teoria rivoluzionaria al fine di comprendere tali fenomeni. Siccome la legge della relatività generale descrive anche i fenomeni compresi nella legge di Newton, essa è considerata una teoria migliore rispetto a quella newtoniana per descrivere la legge di gravitazione.
Lo sviluppo di nuove leggi e teorie è principalmente basato sull'acquisizione di dati più precisi. Come detto sopra, la legge della gravitazione di Newton è valida entro certi limiti e la si può quindi pensare come un'approssimazione di una legge più complessa. Tutte le nuove leggi o teorie sono sviluppate per comprendere i fenomeni non descritti dalle leggi o teorie precedenti, ma devono continuare a spiegare anche i fenomeni descritti dalle teorie precedenti. Per esempio la relatività generale deve ritrovare gli stessi valori della legge di gravitazione per condizioni di velocità basse e campi gravitazionali deboli. Il progresso della scienza è quindi tendenzialmente cumulativo: anche se nuove teorie dovessero rivoluzionarne le basi, le conoscenze acquisite fino ad allora potrebbero restare valide nel loro dominio.
A coloro che sostengono la scienza sarebbe tendenzialmente cumulativa, ovvero che ogni scoperta si aggiungerebbe solitamente alle precedenti senza rigettarle completamente, fornendo teorie di validità più generale che ricomprenderebbero le precedenti come caso particolare, Thomas Kuhn ha tuttavia obiettato che la scienza seguirebbe dinamiche assolutamente non-cumulative, contestuali soltanto al periodo storico in cui vengono di volta in volta formulate le nuove teorie scientifiche in sostituzione delle precedenti.

### Classificazione delle discipline scientifiche

Le vie somatosensoriali sono presenti in tutto il corpo umano, ma vengono integrate nel cervello

Le discipline scientifiche sono comunemente suddivise in due gruppi principali: scienze naturali, che studiano i fenomeni naturali (compresa la vita umana) e le scienze sociali, che studiano il comportamento umano e la società. Questi raggruppamenti descrivono le scienze empiriche, cioè l'insieme delle scienze che basano le proprie conoscenze su fenomeni che devono essere osservabili e in grado di essere sottoposti a prove di validità da altri ricercatori che operino nelle stesse condizioni. Vi sono anche discipline correlate e che vengono catalogate come scienze interdisciplinari e scienze applicate, su cui si basano ulteriori discipline come l'ingegneria e la medicina. Nell'ambito di queste discipline correlate, esistono campi scientifici specialistici che possono includere parti di altre discipline scientifiche, ma spesso possiedono una propria nomenclatura e competenze.
La matematica, che è classificata insieme alle discipline che impiegano un sistema formale, ha punti di contatto e nello stesso tempo differenze con le scienze empiriche (le scienze naturali e sociali). È simile alle scienze empiriche in quanto prevede uno studio obiettivo, attento e sistematico di un'area del sapere; differisce perché adotta un metodo di verifica delle proprie conoscenze, utilizzando una logica a priori piuttosto che metodi empirici, non seguendo quindi il metodo scientifico. Le discipline che impiegano un sistema formale, tra cui la statistica e la logica, sono vitali per la pratica moderna delle scienze empiriche. Grandi progressi nelle discipline che adottano un sistema formale, hanno spesso portato a grandi progressi nelle scienze empiriche. Le discipline con un sistema formale sono essenziali nella formazione di ipotesi, teoria, e leggi, impiegate nella scoperta e descrizione di come avvengono i fenomeni (scienze naturali) e di come le persone pensano e agiscono (scienze sociali).

## Rapporti con altre discipline

### Scienza e matematica
(Leonardo da Vinci, cit. da Trattato della pittura, pag. 3, Newton Compton, 1996)

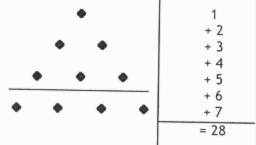
La tetraktys di Pitagora affiancata dalla somma teosofica del 7

Pitagora fu tra i primi di cui si abbia notizia a introdurre la matematica come strumento di studio non solo quantitativo, ma anche qualitativo della natura, poiché a ogni numero era anticamente attribuito un valore o un'essenza con cui si riteneva intessuta tutta la realtà.

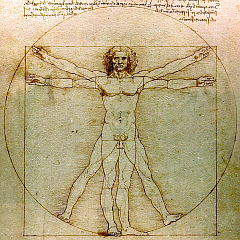
L'Uomo vitruviano di Leonardo, che riconosceva l'esistenza di un'armonia matematica tra la mente umana e la geometria del cosmo

Diversi scienziati e filosofi, tra cui Platone, Aristotele, Tommaso, Leonardo, Bruno, Spinoza, Cantor, Frege, Erdös, Gödel, accomunabili nel cosiddetto realismo platonico, vedevano nel fatto che l'universo risultasse governato da un ordine geometrico e matematico, anziché dal puro caso, la possibilità stessa di approdare scientificamente alle verità ultime su di esso.
Aristotele, ad esempio, giudicava erroneo il detto del sofista Protagora secondo cui «l'uomo è misura di tutte le cose», proprio perché privava la verità di coerenza logica e di qualunque criterio oggettivo.
Celebre è poi l'affermazione di Galileo Galilei secondo cui «questo grandissimo libro che continuamente ci sta aperto innanzi a gli occhi (io dico l'universo)» è «[...] scritto in lingua matematica, e i caratteri son triangoli, cerchi, ed altre figure geometriche, senza i quali mezzi è impossibile a intenderne umanamente parola».
Ancora oggi la capacità previsionale della matematica, rispetto a certi fenomeni, continua a porre la questione, studiata dalla filosofia della matematica, se la natura stessa sia governata dalla matematica e l'uomo, in quanto parte della natura, non faccia altro che esteriorizzare tale conoscenza intrinseca.
Esercitando il metodo scientifico fatto di tentativi ed errori, si analizzano infatti le osservazioni e si applicano a queste le formule matematiche che ne permettano la migliore descrizione: lo sviluppo di teorie scientifiche è basato sulla nostra capacità di interpretare logicamente i dati, e a tal fine si sono sviluppate tecniche statistiche (funzioni di distribuzione) che permettono di ridurre l'incertezza delle previsioni e affinare le teorie a esse connesse.
Mentre anticamente, tuttavia, fondamento della scienza non era l'astratta speculazione matematica bensì la percezione a diretto contatto con la realtà, oggi la matematica è considerata un campo di ricerca autonomo, che non viene visto neppure come un mero strumento a servizio di altre discipline. Come la ricerca pura non viene subordinata alla ricerca applicata, così la matematica non lo è più nei confronti della scienza, essendosi resa indipendente. Lo sviluppo delle geometrie non euclidee ha per esempio preparato lo studio della curvatura nella relatività generale.

### Scienza e tecnica

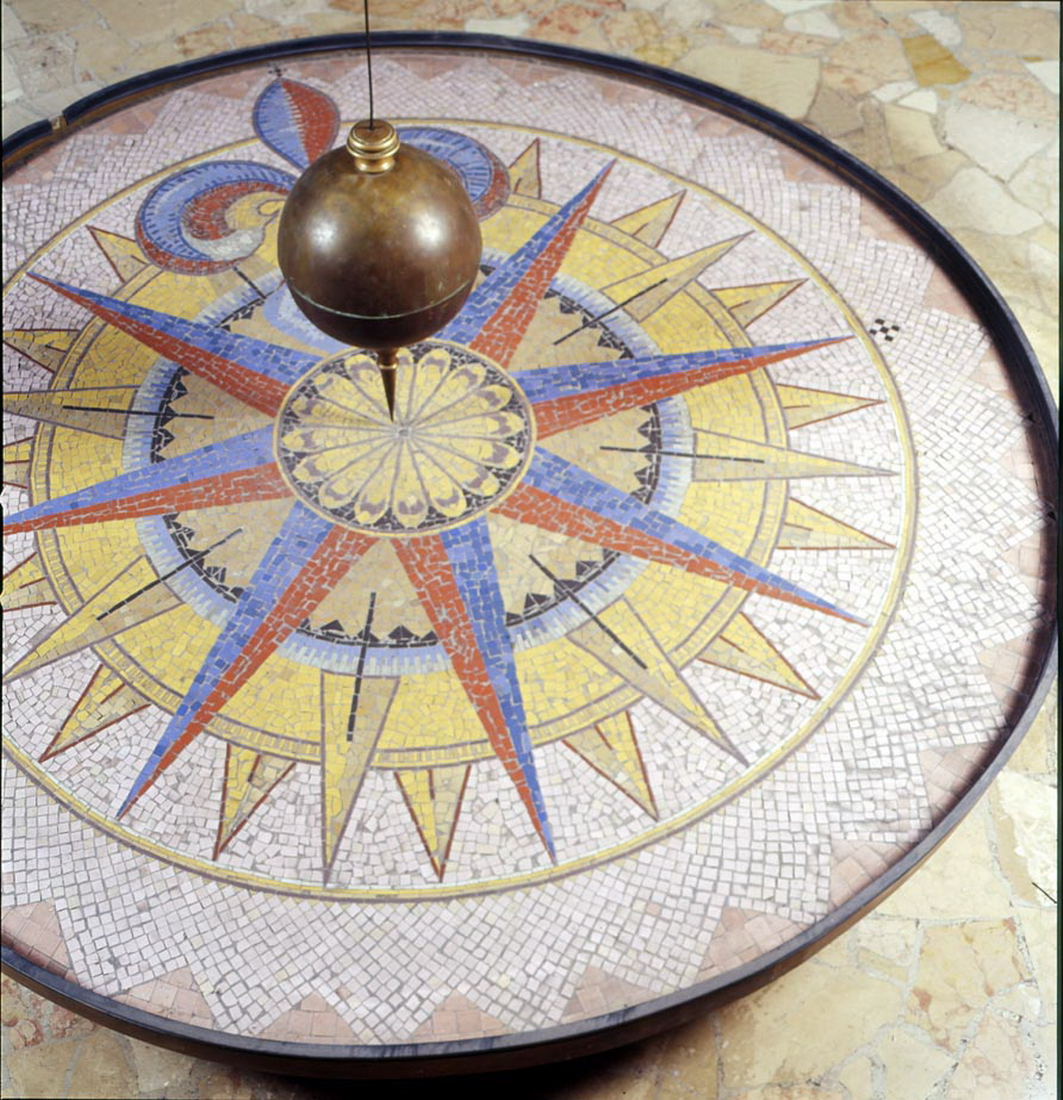
Pendolo di Foucault al Museo della scienza e della tecnica a Milano

La scienza è strettamente legata alla tecnica e alla tecnologia dal momento che alcune conoscenze scientifiche sono prese a prestito dalle scienze applicate per la progettazione e realizzazione di oggetti, strumenti, opere e infrastrutture; viceversa la tecnica offre alla scienza strumenti di indagine sempre più avanzati, come la misurazione e l'osservazione selettiva. Se dunque la tecnica rappresenta da un lato un fattore di progresso tecnico e scientifico, d'altro lato vi è chi, come Popper, considera «un grande pericolo» la passività tecnica tipica dell'addestramento scientifico, temendo «l'eventualità che ciò divenga una cosa normale, proprio come vedo un grande pericolo nell'aumento della specializzazione, che è anch'esso un fatto storico innegabile: un pericolo per la scienza e, in verità, anche per la nostra civiltà».

### Scienza e filosofia

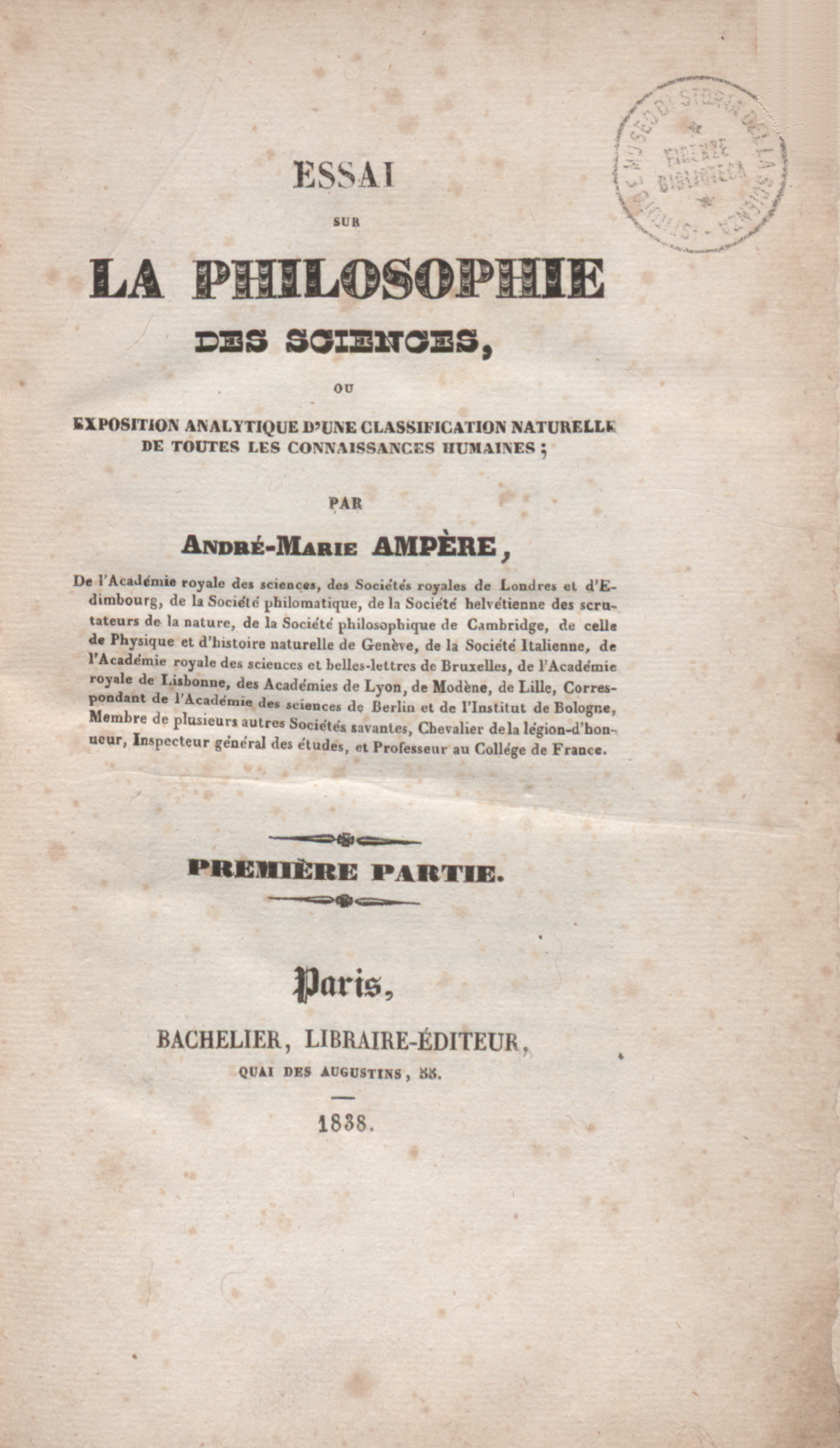
Ampère, Saggio sulla filosofia della scienza (Essai sur la philosophie des sciences), 1838

La filosofia della scienza è una branca della filosofia che studia i fondamenti, gli assunti e le implicazioni della scienza, cercando di spiegare la natura dei concetti e dei suoi discorsi, i modi in cui questi vengono prodotti, interrogandosi sulla validità delle sue affermazioni. La sociologia della scienza è invece una disciplina della sociologia che accompagna a sua volta la filosofia della scienza.
A partire dalla formulazione della fisica newtoniana è sorto il dibattito sul livello di astrazione raggiunto dalla scienza moderna, se il modello da questa proposto riesca ancora a esprimere l'essenza e la struttura profonda del reale come era nella concezione aristotelica. Le riflessioni sorte nell'ambito romantico e idealista tedesco, e in seguito dell'idealismo italiano del Novecento, hanno a lungo discusso la validità della scienza newtoniana e dei suoi concetti, come quello di inerzia e il presunto meccanicismo della materia.
Hegel ad esempio, commentando la teoria dei colori newtoniana, sosteneva che «per tutto ciò che riguarda questa dottrina non ci si deve lasciar sedurre dal nome di Newton, nella scienza non vale alcun nome, non c'è alcuna autorità. Particolarmente ridicolo è poi se si dice che egli l'avrebbe dimostrato in modo matematico. Ciò che è fisico non può essere dimostrato matematicamente. Newton ha misurato, ma misurare non significa ancora che sia matematica. [...] Il misurare è sempre una maniera cattiva della prova [...]». Anche secondo Benedetto Croce, la scienza moderna non rappresenta una vera forma di conoscenza, essendo adatta solo agli «ingegni minuti» degli scienziati e dei tecnici, ai quali lui contrapponeva le «menti universali» dei filosofi idealisti. I concetti scientifici sono piuttosto degli "pseudoconcetti", o falsi concetti, degli strumenti pratici ma fittizi, brandelli di notizie incapaci di cogliere il compiuto organismo dello spirito storico-filosofico.
In sintesi, le questioni filosofiche più generali correlate con la scienza sono di natura:
- ontologica: se e in che senso si possa attribuire una realtà alle descrizioni scientifiche dei fenomeni, e quale tipo di cosmologia, cosmogonia e metafisica sia in accordo con tali descrizioni
- gnoseologica ed epistemologica: come la scienza può fornire delle conoscenze e a quali condizioni esse sono valide
- etica: le implicazioni morali della conoscenza scientifica e dell'uso delle tecnologie.

### Scienza e scienze umane
In senso più largo si è tentato di applicare il metodo scientifico anche alle cosiddette "scienze umane" (ad esempio psicologia, sociologia, storia, economia, diritto e scienze politiche) incontrando però difficoltà nella sua applicazione, fra cui la riproducibilità del fenomeno osservato. Ciò nonostante anch'esse possono essere definite, in senso lato, scienze intese come sistema di conoscenze empiriche, tuttavia richiedendo in molti casi un tipo di verifica sperimentale più assimilabile a quanto si fa in astrofisica (esperimento osservativo) che in fisica (sperimentazione di laboratorio).

### Scienza e politica
L'impegno nel costruire scienza e incrementare il progresso scientifico è stato oggetto di riflessione anche riguardo ai rapporti con la politica. Karl Popper sosteneva che la scienza non potesse evolversi nei regimi tirannici o in quelli che non supportassero in qualche modo la libertà di pensiero e di espressione, perché in essi vien meno la possibilità del confronto critico che è lo stimolo fondamentale della scienza.
(Karl Popper, Tutta la vita è risolvere problemi, pag. 153, Milano, Rusconi, 1996)
Insieme a Popper, anche Friedrich von Hayek intravedeva in particolare nello scientismo, cioè nell'atteggiamento dogmatico di fiducia cieca nella scienza, il presupposto del totalitarismo, in grado di danneggiare non solo la società ma l'evoluzione stessa della scienza.
Essendo l'atteggiamento tollerante la «necessaria conseguenza della convinzione di essere uomini fallibili», il metodo scientifico è stato indicato anche come modello per una condotta politica lungimirante e responsabile delle proprie azioni, tratto caratteristico delle società libere e democratiche, a differenza di quelle totalitarie:
(Luigi Einaudi, cit. da Paolo Silvestri, Il liberalismo di Luigi Einaudi o del buongoverno, pag. 60, Rubbettino Editore, 2008)

### Scienza e religione
Il rapporto fra religione e scienza è stato da sempre un oggetto di studio di filosofi, teologi, scienziati e altri, fin dall'Antichità classica.
Le prospettive sono diverse in base alle regioni geografiche, le culture e le epoche storiche, alcune delle quali caratterizzano il rapporto come un conflitto, altre lo descrivono come armonioso, e altre ancora dicono che vi sia una minore interazione o addirittura una separazione completa.